# 안좌초등학교 반월분교
안좌초등학교 반월분교는 대한민국 전라남도 신안군에 있었던 공립 초등학교이다.

## 학교 연혁
- 1919년 5월 1일 반월강습소 개설 및 운영(설립자 장후헌)
- 1945년 8월 15일 해방과 동시에 반월분교 개편
- 1952년 11월 16일 안좌국민학교 반월분교 개편 인가
- 1953년 4월 1일 반월분교장 개편 개교
- 1967년 4월 1일 도서벽지학교 '을'급 지정
- 1969년 3월 1일 안좌남국민학교 반월분교장 개편
- 1986년 1월 1일 도서벽지학교 '나'급 조정
- 1993년 3월 1일 안좌남국민학교 폐교, 안좌국민학교 반월분교장 개편
- 1996년 3월 1일 안좌초등학교 반월분교 개칭
- 2001년 1월 1일 도서벽지학교 '가'급 조정
- 2017년 2월 28일 폐교[1]

## 참고 자료
- 안좌초등학교반월분교장 - 한국교육학술정보원 학교알리미